# Helmut Käser
Helmut Käser (Langenau, 14 novembre 1912 – Küssnacht, 11 maggio 1994) è stato un avvocato svizzero, segretario generale della FIFA.

## Biografia
Käser nacque in Svizzera il 14 novembre 1912. Inizia la sua carriera svolgendo il ruolo di segretario generale dell'organo di governo dell'associazione internazionale FIFA, dall'aprile 1960 al giugno 1981. Käser è stato segretario generale di tre presidenti della FIFA, gli inglesi Arthur Drewry (1955-1961) e Stanley Rous (1961-1974) e, infine, del brasiliano João Havelange (1974-1980).
A lui succedette Joseph Blatter che due mesi dopo il ritiro di Käser dalla FIFA sposò la figlia Barbara.
Lavorò inoltre come impiegato statale in Svizzera e nel maggio 1942 divenne segretario generale dell'associazione calcistica svizzera. L'11 maggio 1994 Käser morì a Küssnacht, vicino a Zurigo.